# ابن منصور جمانی

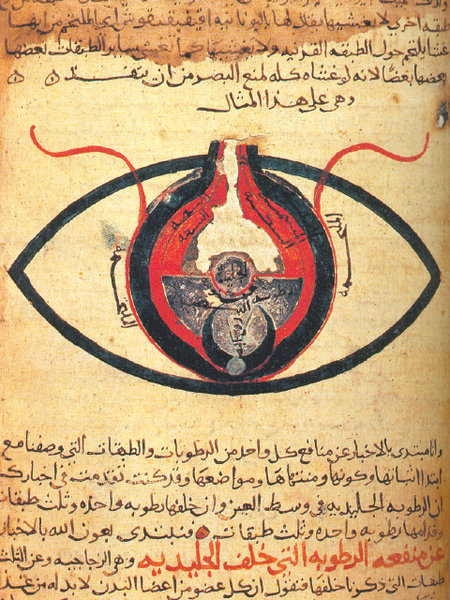
کتابی در تشریح چشم و بیماریهای آن مربوط به سال ۱۲۰۰ میلادی.

زرین دست، ابو روح محمد بن منصور بن ابی عبدالله بن منصور جمانی (یا جرجانی) در زمان ابوالفتح ملکشاه بن محمد سلجوقی ظهور نمود. او چشم پزشکی مشهور و متبحر بود که در سال‌های ۱۰۸۷ و ۱۰۸۸ کتابی بسیار جامع به نام نور العیون در چشم پزشکی به زبان فارسی تألیف نمود.